# Estrutura primária

Estutura Primária.

A estrutura primária é dada pela sequência de aminoácidos ao longo da cadeia polipeptídica. É o nível estrutural mais simples e mais importante, pois dele deriva todo o arranjo espacial da molécula. São específicas para cada proteína, sendo geralmente determinados geneticamente.
A estrutura primária da proteína resulta em uma longa cadeia de aminoácidos semelhante a um "colar de contas", com uma extremidade "amino terminal" e uma extremidade "carboxi terminal". Sua estrutura é somente a sequência dos aminoácidos, sem se preocupar com a orientação espacial da molécula.
| Aminoácido   | 3-Letras | 1-Letra |
| ------------ | -------- | ------- |
| Alanina      | Ala      | A       |
| Arginina     | Arg      | R       |
| Asparagina   | Asn      | N       |
| Aspartato    | Asp      | D       |
| Cisteina     | Cys      | C       |
| Glutamato    | Glu      | E       |
| Glutamina    | Gln      | Q       |
| Glicina      | Gly      | G       |
| Histidina    | His      | H       |
| Isoleucina   | Ile      | I       |
| Leucina      | Leu      | L       |
| Lisina       | Lys      | K       |
| Metionina    | Met      | M       |
| Fenilalanina | Phe      | F       |
| Prolina      | Pro      | P       |
| Serina       | Ser      | S       |
| Treonina     | Thr      | T       |
| Triptofano   | Trp      | W       |
| Tirosina     | Tyr      | Y       |
| Valina       | Val      | V       |